# Laurel Marsden
Laurel Badenell (Atlanta, 4 de octubre de 2001) es una actriz estadounidense, conocida por interpretar a Kara en Survive (2020) y a Zoe Zimmer en Ms. Marvel (2022), de Disney+.

## Filmografía
- Contempt (2019) como Angel.
- Survive (2020) como Kara.
- Ms. Marvel (2022) como Zoe Zimmer.[3]
- El exorcista del Papa (2023) como Amy.
- All Fun and Games (2023) como Sophie